# Gilles Latulippe
Pour les articles homonymes, voir Latulippe.
Gilles Latulippe (né Joseph André Gilles Latulippe le 31 août 1937 dans la paroisse de St-Eusèbe-de-Verceil du quartier Sainte-Marie à Montréal et mort le 23 septembre 2014 dans la même ville) est un humoriste, comédien et scénariste québécois, fondateur et directeur du Théâtre des Variétés. Il est le fils d'Eugène Latulippe et de Blanche Fournier.

## Biographie
Enfant espiègle et farceur, Gilles Latulippe a suscité des rires dès sa tendre enfance, préférant écrire des blagues plutôt que d'aller à l'école, au grand désarroi de son père Eugène, qui aurait souhaité qu'il reprenne la quincaillerie familiale.
Gilles Latulippe commence sa carrière en 1959 en créant le rôle du frère Nolasque dans la comédie dramatique Bousille et les Justes de Gratien Gélinas.
Par la suite, il se fait une place dans le monde de la télévision, tout en se produisant régulièrement dans des cabarets et des théâtres. Il est l'un des rares artistes à avoir participé à deux séries quotidiennes dépassant les 1 000 épisodes : Le Zoo du Capitaine Bonhomme et Les Démons du midi. Sa rencontre avec Olivier Guimond lors du tournage de la série Le Zoo du Capitaine Bonhomme influence sa carrière et l'oriente vers le théâtre burlesque.
Gilles Latulippe s'est illustré dans de nombreuses comédies tout au long de sa carrière. Il a joué le rôle principal dans la série Symphorien (1970-77) et a également participé à l'émission Les Brillant (1979-82), toutes deux écrites par son ami Marcel Gamache. Il a également joué dans Poivre et Sel (1983-87) de Gilles Richer. En parallèle de ses apparitions télévisées, Gilles Latulippe a perpétué la tradition du burlesque en transformant le théâtre Dominion, situé au 4530 rue Papineau, en septembre 1967. Il a ainsi fondé le Théâtre des Variétés, qui est devenu une salle de spectacle très prisée à Montréal. Il en a assuré la direction pendant 33 ans, jusqu'à sa fermeture en 2000 après avoir présenté plus de 7 000 représentations.
Le 1er avril 2009, Gilles Latulippe célèbre ses 50 ans de carrière, marquant ainsi une étape importante dans son parcours artistique.
Le Théâtre des Variétés laisse place à La Tulipe, une salle de spectacles nommée en hommage à Gilles Latulippe. Elle accueille des concerts rock, des performances de chanson francophone et des soirées dansantes.
Au cours de l'été 2014, Gilles Latulippe se produit pour la 20e année consécutive à Drummondville. Ce théâtre d'été a déjà présenté plus de 840 représentations et attiré 456 000 spectateurs au cours de ses 19 premières années.
Le festival Juste pour rire rend un hommage mérité à Gilles Latulippe le 21 juillet 2014, témoignant de son influence et de sa contribution dans le domaine de l'humour et du spectacle.
Le 23 septembre 2014, Gilles Latulippe décède des suites d'un cancer du poumon diagnostiqué trois ans auparavant. Sa carrière de 55 ans est marquée par le rire et la tendresse. Jusqu'au 20 août, deux jours avant son hospitalisation pour une pneumonie, il était encore sur scène à Drummondville , jouant le rôle principal de la pièce Salut cocu! qu'il avait lui-même publiée en 1999. Seuls quelques proches étaient au courant de sa maladie. Une chapelle ardente est installée dans le hall d'honneur de l'hôtel de ville de Montréal, permettant au grand public de lui rendre hommage pendant 9 heures au début d'octobre. Ensuite, une période réservée aux proches, parents, amis, artistes et artisans du monde du spectacle, débute pour un dernier hommage en privé.
Le fonds d'archives du Théâtre des Variétés ainsi que la collection Gilles Latulippe sont conservés à la Bibliothèque et Archives nationales du Québec (édifice BAnQ Vieux-Montréal),.

## Engagements
En 2007, Gilles Latulippe devient le porte-parole d'une campagne organisée par l'organisme La Tablée populaire visant à fournir des repas aux enfants défavorisés de Drummondville.

## Filmographie
- 1963-1968  : Le Zoo du Capitaine Bonhomme (série TV) : (en alternance) Monsieur Sansfaçon, Pacifique, Atlantique, Pépère Cornet, le maharadjah de Bradamapour, Chérubin Sucrier, etc.
- 1965 : La Vie heureuse de Léopold Z. : le commis banquier
- 1965 : Cré Basile (série TV) : Symphorien
- 1966 : Rue des Pignons (série TV) : Conrad Lafeuille
- 1967 : Lecoq et fils (série TV) : Méo Lecoq
- 1967-1969 : Le 5 à 6 (variétés TV).
- 1970-1977  : Symphorien : (série TV) : Symphorien Laperle
- 1970 : Deux femmes en or : Monsieur Jolicoeur
- 1973 : Kamouraska : Clermont
- 1973 : Ah ! Si mon moine voulait... de Claude Pierson : le jeune moine
- 1973 : Y'a toujours moyen de moyenner! : le « barman »
- 1975 : Pousse mais pousse égal : Conrad Lachance
- 1976-1977 : Pour tout l'monde (série TV) : Freddie Washington
- 1979-1982 : Les Brillant (série TV) : Théo Théorêt
- 1980 : Les Chiens chauds : Henri
- 1983-1987 : Poivre et Sel (série TV) : Hector Potvin
- 1987-1993 : Les Démons du midi (Émission de variétés TV)
- 1995 : Le Billet de loterie (Une petite fille particulière) (TV) : employé de banque
- 1999 : Biographie : Gilles Latulippe - Rire pour Vivre, Canal D : lui-même
- 2000 : Les Gingras-Gonzalez (série TV) : Monsieur Gingras
- 2003 : Tribu.com (série TV) : Marcel, barbier
- 2008 : Caméra Café (série TV) : Maurice
- 2010 : Cabotins de Alain DesRochers : chauffeur de taxi
- 2010 : L'Auberge du chien noir (série TV) : entrepreneur de pompes funèbres

## Récompenses et nominations

### Récompenses
- Monsieur Télévision 1969
- Prix « Affection Olivier Guimond » (en 1972)[2]
- Trophées Métrostar (1990, 1991, 1992)
- Trophée Métrostar « Coup de cœur[2] » en 2000
- Intronisé au Temple de la renommée mondiale de l'humour, en 1995[3]
- Chevalier de l'ordre de la Pléiade, en 2000[3]
- Membre de l'ordre du Canada (C.M.) le 14 mai 2003[11]
- Grand Prix de l'Académie canadienne du cinéma et de la télévision 2007, « pour son apport considérable au développement de la télévision d'expression française au Canada[3]. »
- Chevalier de l'Ordre national du Québec (C.Q.) le 17 juin 2009[3]
- Médaille du jubilé de la Reine Elisabeth II le 14 avril 2013
- Hommage du Festival Juste pour rire, en juillet 2014[6]
- Déclaré Citoyen d'honneur de la ville de Montréal, à titre posthume, le 3 octobre 2014
- Officier de l'ordre de la Pléiade, à titre posthume, en 2015